# Juncus tenageia
Juncus tenageia är en tågväxtart som beskrevs av Jakob Friedrich Ehrhart och Carl von Linné d.y.. Juncus tenageia ingår i släktet tåg, och familjen tågväxter. Inga underarter finns listade i Catalogue of Life.

## Bildgalleri

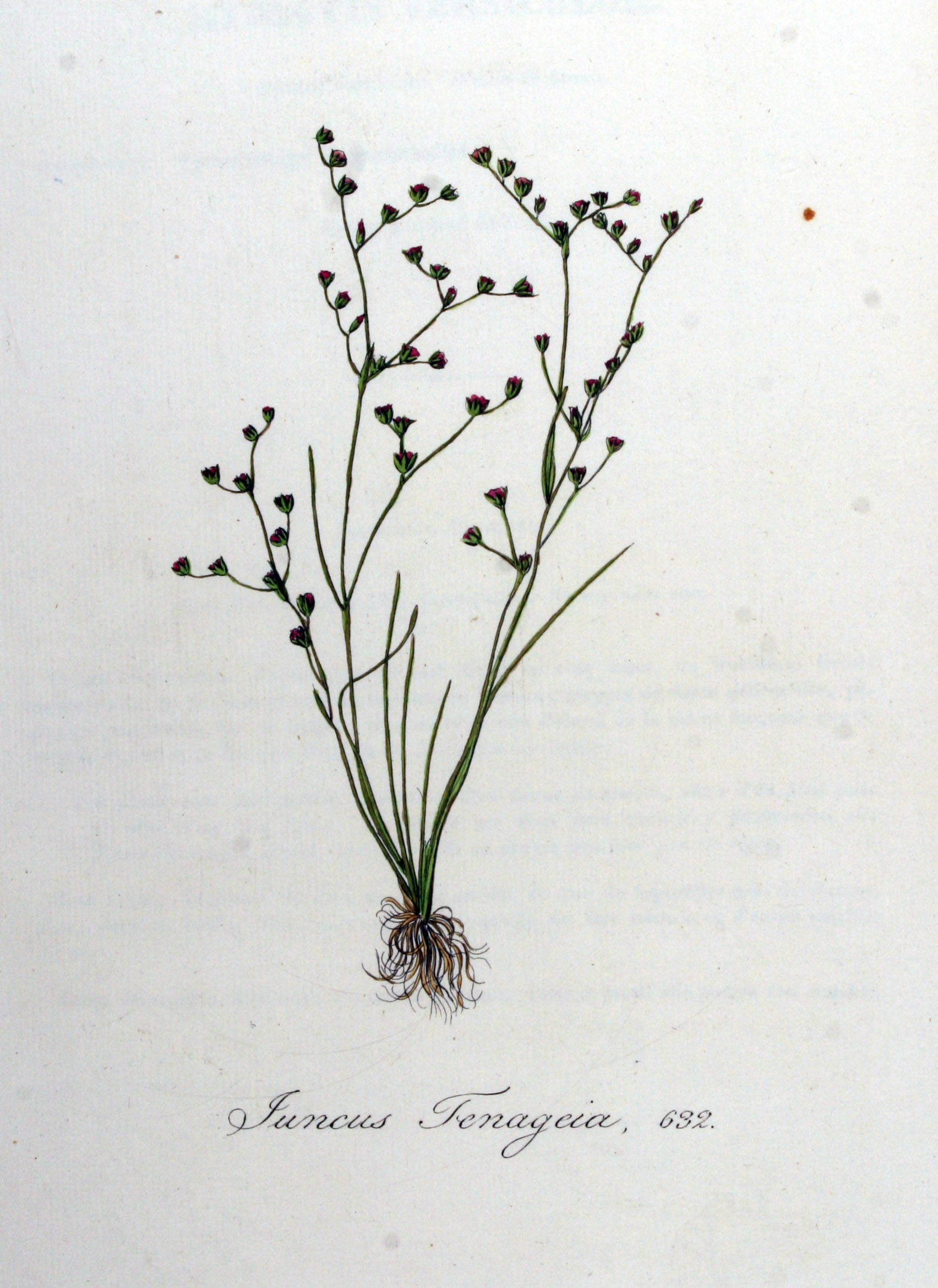